# Orrviken
Orrviken è un'area urbana della Svezia situata nel comune di Östersund, contea di Jämtland.
La popolazione rilevata nel censimento 2010 era di 262 abitanti .